# Saint-Hilaire-de-la-Noaille
Saint-Hilaire-de-la-Noaille is een gemeente in het Franse departement Gironde (regio Nouvelle-Aquitaine) en telt 305 inwoners (1999). De plaats maakt deel uit van het arrondissement Langon.

## Geografie
De oppervlakte van Saint-Hilaire-de-la-Noaille bedraagt 11,6 km², de bevolkingsdichtheid is 26,3 inwoners per km².
De onderstaande kaart toont de ligging van Saint-Hilaire-de-la-Noaille met de belangrijkste infrastructuur en aangrenzende gemeenten.

## Demografie
Onderstaande figuur toont het verloop van het inwonertal (bron: INSEE-tellingen).

1. ↑  Populations de référence 2022.